# Княжеские зерцала
Княжеские зерцала (лат. specula principum) – жанр поучительной литературы для государей, в которой, как правило, давался пример благоразумного правителя и образец справедливого правления, описывались обязанности государей. Политические сочинения этого жанра были распространены на протяжении Раннего Средневековья, Высокого Средневековья, Позднего Средневековья и эпохи Возрождения и восходят к более широкому жанру литературы speculum.
Сам термин имеет средневековое происхождение, так как встречается уже в XII веке под названием speculum regum («королевское зерцало»). В русском языке первые упоминания «княжеского зерцала» относятся к Максиму Греку. «Киропедия» Ксенофонта является тем античным образцом, который переводили на местные языки и на основе которого писали свои варианты зерцал.
По своему содержанию тексты этого жанра представляют собой «учебники», адресованные преимущественно королям, принцам, или мелким правителям, реже – представителям зажиточных сословий, рассказывающие про определённые аспекты управления и поведения в обществе. Однако в более широком смысле «зерцало» также используется для обозначения исторических и литературных произведений, целью которых было формирование достойного подражания образа короля. Авторы составляли такие «зерцала» при восшествии на престол нового молодого и неопытного правителя. Можно рассматривать их как разновидность прототипической книги самопомощи или исследования лидерства до того, как понятие «лидер» стало более распространённым, чем «монархический глава государства».
Одно из самых ранних европейских произведений такого рода – поэма-глосса «Пангур Бан» (ок. IX в.), чьё авторство предположительно приписывается ирландскому поэту Седулию Скотту (ок. 840–860 гг.). Самым известным европейским «зерцалом» можно считать книгу «Государь» (ок. 1513 г.) Никколо Макиавелли. В русской литературе наиболее известными образцами жанра являются перевод византийского «Поучения Агапита» («Изборник Святослава», 1076 г.), «Поучение Владимира Мономаха» (1099 г.), «Измарагд» (ок. XIV в.), «Домострой» (XV-XVI вв.) и «Юности честное зерцало» (1717 г.). Также существуют прочие, повторяющие друг друга переводы и списки.
Список литературы дидактического характера:

## Античность

### Шумер
- Поучения Шуруппака (нач. III тыс. до н.э.)

### Египет
- Птаххотеп, Поучения Птаххотепа (2375–2350 гг. до н.э.)
- Мерикара, Поучение Мерикара (ок. 2150 г. до н.э.)
- Мерикара, Поучение Аменемхета   (ок. 1972 г. до н.э.) поэма о царствовании для Сенусерта I, сына фараона Аменемхета I.
- Аменемопет, сын Канахта, Наставления Аменемопета (ок. 1100 г. до н.э.)

### Индия
- Вишну Шарма, Панчатантра (между 200 г. до н.э. – 300 г. н.э.)
- Чанакья, Артхашастра (между 200 г. до н.э. – 300 г. н.э.)
- Нараяна Пандит, Хитопадеша (ок. 770 – 860 гг. н.э.)
- Чатрапати Самбхаджи Махарадж, «Будхубхушан» (ок. 1670–1680 гг.)

### Греция и Рим
- Платон, Государство (375 г. до н.э.)
- Ксенофонт, Киропедия (ок. 370 г. до н.э.)
- Аристотель, Политика (ок. Середина 4 века до н.э.)
- Исократ, к Никоклу[4] и Эвагор[5]
- Филодем Гадарский, О хорошем правителе согласно Гомеру
- Дион Хрисостом, Том. 4 Дискурс LVI  Агамемнон или о Царствовании[6]
- Цицерон, Об обязанностях (44 г. до н.э.)
- Сенека, О милосердии (55-56 гг. н.э.)
- Плутарх, Моралии (ок. 100 г. н.э.)
- Плиний Младший, Панегирик Траяну (100 г. н.э.)
- Евсевий Кесарийский,О жизни Константина Великого может считаться княжеским зерцалом. Точный жанр, аудитория и цели этого трактата были предметом научных споров. (ок. 339 г. н.э.)
- Амвросий, De officiis ministrorum (Об обязанностях священнослужителей[7]) (ок. 391 г. н.э.), хотя это дидактическое сочинение посвящено священнослужителям, описанные в нём советы могли относится и к монархам.
- Аврелий Августин, О граде Божьем против язычников, Книга V, глава 24, «Истинное блаженство христианских императоров». (ок. 413–426 гг.)
- Сальвиан, De gubernatione Dei (Об управлении Божием, или Провидении) (439–451 гг. н.э.)

## Западноевропейские тексты

### Раннее Средневековье
- Папа Григорий I Великий, Правило пастырское или о пастырском служении[8] (590 г. н.э.) Хотя книга посвящена духовенству, наставления применимы и к дворянам.
- Григория Турского История франков (к. VI в.), предостерегающая от внутренних раздоров.
- De duodecim abusivis saeculi,  («О двенадцати злоупотреблениях мира») (VI в.), трактат анонимного ирландского автора, написанный на т. н. «гесперийском» языке. Это произведение, хотя и не являлось «зерцалом» как таковым, оказало большое влияние на развитие этого жанра на континенте.
- Беда Достопочтенный, Церковная история народа англов (731 г. н.э.) говорит о том, что цель изучения истории состоит в предоставлении примеров, как для подражания, так и для избегания.

Каролингские тексты. Среди известных примеров каролингских трактатов, посвящённых королям, графам и прочим мирянам:
- Катвульф, Epistolae («Эпистолы») (775 г.), написанные для Карла Великого.
- Павлин Аквилейский, Liber exhortationis («Увещевания к маркграфу Эрику») (795 г.), для графа Эрика из Фриули.
- Алкуин, De virtutibus et vitiis («О добродетелях и пороках») (ок. 799–800 гг.), написана для графа Видо из Бретани.
- Смарагд Сен-Мишельский, Via regia («Царская дорога»)  (813 г.), считается первым представителем жанра «княжеских зерцал», посвящённым Людовику 1 Благочестивому.
- Эйнхард, Жизнь Карла Великого (ок. 814 г.), боготворит правление Карла Великого как то, к чему должны стремиться другие правители.
- Иона Орлеанский, De Institutione Laicali («О мирских учреждениях») (818–828 гг.), написана для графа Матфрида Орлеанского.
- Иона Орлеанский, De Institutione Regia («О королевской власти») (ок. 831 г.), написана для Пипина I, по-видимому, на основе совета в Орлеане.[9]
- Агобард Лионский, письма, «Сравнение церковного и политического правления» и «В чем достоинство церкви превосходит величие империй» и « Liber Apologeticus». (833 г. н.э.)
- Дуода, (841-843) Liber manualis («Наставительная книга Доданы»), посвящённая её сыну Уильяму.
- Седулий Скот, De rectoribus christianis («Книга о христианских правителях») (ок. 855–859), адресованная королю Лотарингии Лотарю II.
- Гинкмар Реймский, De regis persona et regio ministerio («О личности короля и королевской службе») (873 г.)
- Гинкмар Реймский, De ordine palatii («Об устройстве дворца») (882 г.), в котором излагаются моральные обязанности короля и содержится отчет об организации дворца.

Ирландские тексты
- см. De duodecim abusivis saeculi выше.
- Аудахт Моранд «Завет Моранда» (ок. 700 г.) древнеирландский текст, который называют предтечей «княжеского зерцала». Согласно преданию, мудрый судья Моранд послал совет Ферадаху Финнфехтнаху, когда тот собирался стать королём Тары[10]
- Текоска Кормак, «Наставления Кормака» , наставления от лица Кормака Мак Арта его сыну Карпре Лифехайру.
- Bríatharthecosc Con Culainn («Предписание-наставление Кухулина»), встречается в  Serglige Con Culainn («Истощающая болезнь Кухулина»), обращённая к Лугайду Риаб нДергу.
- Текоск Кускрадю, «Наставление Кускрадю[11]»
- Сенбриатр Фифаль, «Древние заветы Фифаля»
- Бриатра Флаинн Фина, «Сказания Флаинн Фины[12]»

### Высокое Средневековье
- И́штван I Свято́й, Наставления (1010-е гг.), написанные для его сына и предполагаемого наследника Святого Эмерика.
- Иоанн Солсберийский, Поликратик[13] (1159 г.).
- Годфрид Витербоский, Speculum regum («Королевское зерцало») (ок. 1183 г.), посвящённое его патронам из Гогенштауфенов, отцу Фридриху 1 Барбароссе и сыну Генриху VI.
- Псевдо-Плутарх, Institutio Traiani («Учреждение Траяна»), впервые цитируется в Поликратике Иоанна Солсберийского.
- Гиральд Камбрийский, Принципы обучения («Наставления правителю») (ок. 1193 г.)
- Даниэль Бекклезианский, Urbanus Magnus (The Book of The Civilised Man – «Книга образованного человека») (нач. XIII в.)
- Жан Лиможский, Somnium morale Pharaonis (ок. 1234–60 гг.), написанная для Тибо IV или Тибо V
- Хуан де Сориа (Хуан Осмский), Латинская хроника королей Кастилии (1239 г.) для использования в качестве зеркала для принцев и для защиты прав Кастилии от Леона.
- Konungs skuggsjá (др.скнд. «Королевское зерцало») (ок. 1250 г). Норвежский трактат, первоначально написана для короля Магнуса VI Законодателя.
- Винсент из Бове, De eruditione filiorum nobilium («О наставлении детей знатных граждан») (ок. 1250 г.) и Зерцало Великое. De morali principis institutione («О моральном наставлении принцев») (ок. 1262), предположительно написанный для Людовика IX[14][15].
- Гиберт Турнеский, Eruditio regum et principum («Наставление королей и принцев»)(1259 г.), написана для Людовика IX [16] De modo addiscendi («О методе учения») (ок. 1260 г.) написанное для Джона де Дампьера, проректора Брюгге, сына Ги де Дампьер.
- Фома Аквинский, De regno («О правлении») (ок. 1260 г.), часто отождествляемая с De regimine principum Варфолемея Луккского.
- Уильям Перо, De eruditione principum («О наставлении принцев») (ок. 1265 г.), ранее приписываемый Фоме Аквинскому.
- Брунетто Латини, Li livres dou trésor[17] («Книги сокровищ») (1266 г.), написанные для Карла I Анжуйского.
- Эгидий Римский, De regimine principum («О правлении государей») (ок. 1278 г.), написанное для Филиппа IV.

### Позднее Средневековье
- Энгельберт Эдмонтский, Speculum virtutummoralium («Зерцало нравственных добродетелей») (ок. 1310 г.), написанное для Оттона, Герцога Австрийского и Альбрехта II Мудрого.
- Паулин Венетский, Trattato de regimine rectoris («Трактат о правлении»)  (1313–1315 гг.), написанное для Марино Бадоера герцога Крита.
- Вильгельм из Пагула, Speculum regis («Королевское зерцало»), написанное для Эдуарда III (ок. 1331 г.).
- Дон Хуан Мануэль, Книга примеров графа Луканора и Патронио (1335 г.).
- Альваро Пелайо, Speculum regum (1340-е гг.), написанное для Альфонсо XI Кастильского[18].
- Um styrilsi kununga ok höfþinga[19] (1350-е гг.),(«О правлении конунга и хёвдинга») (1350-е гг.), Шведский трактат.
- The III Consideracions Right Necesserye to the Good Governaunce of a Prince («Третий сборник соображений верно необходимых для доброго наставления принца») (ок. 1350 г.), перевод французского трактата 1347 г., для Иоана II Доброго[20].
- Филипп Лейденский, De cura reipublicae et sorte principantis («О заботе за государством и о роли правителя») (ок. 1355 г.), посвящённая Вильгельму V Голландскому.
- Эврар де Тремогон, Le songe du verger («Мечта о фруктовом саду») (1376 г.).
- Der Fürsten reget («О принце-регенте»), (ок. 1370–1380 гг.) посвящённая Фильгельму, герцогу Австрии.
- Кристина Пизанская, Послание Офеи Гектору (ок. 1400 г.), Книга о граде женском (1405 г.), Livre du corps de policie («Настольная книга правителя»)  (1407 г.), Livre de la paix («Книга мира»)  (между 1412 и 1414 гг.).
- Пьер Сальмон, Диалоги (1409 г., ред. 1412/15), посвящённые Карлу VI.
- Томас Хокклив, De regimine principum («О принципах правления») (н. 1410-х гг.), написана для Генриха V.
- Дуарте I Красноречивый, Leal Conselheiro («Верный советник»), (1438 г.), практическое руководство по этическому руководству для дворянства Португалии.
- Иоан Ирландский, The Meroure of Wysedome («Зерцало мудрости»), (1490 г.) написанная для Якова I.
- Филипп из Бергамо, Spiegel der regyrunge (XV в.) в переводе на средненемецкий.
- Eyn kurz ordenunge in gemeyne allen den die da regieren huß, dorffere oder stede, (XV в.) короткий текст о том, как управлять хозяйством, деревней или городом.
- XV (XV в.) текст об управлении городом(XV в.) текст об управлении городом(XV в.) текст об управлении городомVon der regeronge der stede (15 век) текст, написанный о том, как управлять городом.

### Эпоха Возрождения
- Джон Скелтон, Speculum principis («Княжеское зерцало») (1501 г.), утерянный труд, написанный для будущего короля Генриха VIII. Копия этого трактата, которая, возможно, не полностью совпадает с той, что была подарена Генриху, хранится в Британском музее[21].
- Эразм Роттердамский, Institutio principis Christiani («Воспитание христианского государя»), (1516), написанная для Карла V.
- Мартин Лютер, О светской власти (1523 г.), письмо, адресованное Иоганну Твёрдому, курфюрсту Саксонии.
- Бальдассаре Кастильоне, «Придворный» (1528 г.).
- Антонио де Гевара, Relox de príncipes («Часы государевы, или Золотая книга императора Марка Аврелия») (1529 г.), написанное в наставление королю, «переведённое» истинное жизнеописание римского императора.
- Юст Мениус, Oeconomia christiana («Христианская экономика») (1529 г.), посвящённая Сибилле Клевской.
- Никколо Макиавелли, Государь (ок. 1513 г., опубликована в 1532 г.).
- Джордж Бьюкенен, De iure regni apud Scotos («Диалог о правах короны в Шотландии») (1579 г.), посвящённая молодому Якову VI Шотландскому.
- Джованни Ботеро, О государственном разуме (1589 г), критика «Государя» Макиавели.
- Иоганн Дамгаард, Алетейя (1597 г.), написана для Кристиана IV[22].
- Хуан де Мариана, De rege et regis Institutione («О правителе и его обучении») (Толедо, 1598 г.)
- Яков VI Шотландский, Basilikon Doron (с др.гр. «Царский подарок») (1599), написана в подарок его сыну.
- Франсиско де Кеведо, La politica de Dios, y gobierno de Cristo («Политика Бога и правление Христа»), (1617–1626 г.)
- Гуго Гроций, О праве войны и мира (1625 г.) посвященная Людовику XIII.
- Джон Гауден, Образ королевский (1649 г.), опубликованная после казни Карла I.

### Эпоха Просвещения
- Джон Локк, Мысли о воспитании (1693 г.)
- Жак-Бенинь Босуэ, «Политика, основанная на словах Священного Писания» (1709 г.),  посвящённая Людовику XV.
- Фридрих II, Анти-Макиавелли, или Критическое рассуждение о «Государе» Макиавелли (1740 г.). Письмо Фридриха племяннику, Карлу Евгению (6 февраля 1744 г.)[23][24]
- Шарль Луи де Монтескьё, О духе законов (1748 г.)

### Новое время
- Уолтер Баджот, Английская конституция (1867 г.).

## Византийские тексты
См. также: Basilikos logos
- Синезий Киренский, «О царской власти», обращение к императору Аркадию.
- Дьякон Агапит, обращение к императору Юстиниану I. (ок. 530 г.)
- Василий I Македонянин, главы I и II послания его сыну императору Льву VI Мудрому
- Константин VII Багрянородный, Об управлении империей, трактат в наставление наследнику Константина – Роману  II. (948–952 гг.)
- Кекавмен, Strategikon («Советы Кекавмена») (1075/1078 г.), главы 77–91[25].
- Феофилакт Болгарский, Paideia Basilike (с др.гр. «Королевское учреждение») (ок. 1088 г.), адресованное его ученику Константину Дуке.
- Spaneas или Didaskalia Parainetike по образцу Isocratean Ad Demonicum (XII в.)
- Никифор Влеммид, Andrias Basilikos («Царская статуя[26]»), написанная для Феодора II Ласкариса (ок. 1250 г.)
- Фома Магистр, La regalita обращение к Андронику II Палеологу (XIV в.)
- Мануил II Палеолог, Paideia Regia посвящённая его сыну, Иоанну VIII Палеологу (XV в.)

## Доисламские персидские тексты
- Ewen-Nāmag[27] («Книга правил»): О сасанидских нравах, обычаях, навыках, искусствах, науках и т.д. (между III и VII вв. н.э.).
- Андарская литература[28]. (Между III и VII вв. н.э.)

## Исламские тексты
См. также: Nasîhatnâme
- Абд аль-Хамид аль-Катиб, письмо Абдалле, сыну Марвана II ибн Мухаммада (ок. 750 г.)
- Ибн аль-Мукаффа, Глупый и коварный (ок. 750 г.)
- Абу Яхья ибн аль-Батрик (ум. 815 г.) Мир аль-Асрар (سر الأسرار) («Тайная тайных»)
- Аль-Фараби (ок. 872–950 гг.), Фусул аль-Мадани («Афоризмы государственного деятеля»)[29].
- Абу'л-Касим аль-Хусейн ибн Али аль-Магриби (981–1027 гг.), Китаб фил-сияса [30]
- Аль-Саалиби (ум. 1038 г.), Адаб аль-мулук.
- Аль-Мубашшир ибн Фатик (ок. 1053 г., Дамаск), Мухтар аль-Хикам ва-Махасин аль-Калим (مختار الحكم ومحاسن الكلم) («Избранные изречения и афоризмы»).
- Кабус-Наме (1082 г.) – персидский образец жанра.
- Низам аль-Мульк, Сиясет-намэ («Книга правления») (ок. 1090 г.) (персидский)
- Аль-Имам аль-Хадрами (ум. 1095 г.) – Китаб аль-Ишара
- Аль-Газали (1058–1111 гг.), Насихат аль-мулук («Совет князьям») (персидский) (1105 г. н.э. / 499 г. хиджры), «Алхимия счастья», Книга XXI, Часть третья,«Дисциплинирование самого себя».
- Юсуф Баласагуни, Кутадгу Билиг («Благодатное знание») (XI в.).
- Ат-Туртуши, Сирадж аль-Мулук («Царская лампа») (ок. 1121 г.)
- Ибн Зафара, Сулван аль-Мута' фи 'удван аль-атба («Утешения властителя при вражде подчинённых[31]») опубликовано на английском языке (1852 г.) как Solwān; или Комфортные воды [32][33]
- Бахр аль-Фаваид «Море (драгоценных) добродетелей», составленный в 12 веке.[34]
- Ибн Араби, Ат-Тадбидрат аль-илахийя фи ислах аль-мамлакат аль-инсанийя («Божественное управление человеческим царством») (1194–1201 гг. н.э./590–598 гг. хиджры)
- Саади, Гулистан  глава I, «Нравы королей» (1258 г., персидский).
- Хусейн Вайз Кашифи, Аклхак и Мухсини (составлено на персидском языке в 900 г. хиджры / 1495 г. н.э.), в середине XIX в. переведена  Генри Джорджем Кином на английский язык как «Мораль благодетелей».
- Лютфи-паша, Асафнаме (сер. XVI в.)
- Мухаммад аль-Бакир Наджм-и Сани, Мауиза-и Джахангири («Наставление Джахангира» или «Совет по искусству управления») (1612–1613 гг.)[35].

## Cлавянские тексты
- Письмо патриарха константинопольского Фотия I к Борису I Болгарскому (867 г.)
- Изборник Святослава (1076 г.) –  одна из самых древних сохранившихся древнерусских рукописных книг.
- Поучение Владимира Мономаха, первая светская проповедь[36], одно из трёх дошедших до наших дней произведений (1120 г.).
- Измарагд (ок. XIV в.) древнерусский сборник поучений для домашнего и келейного чтения.
- Письмо патриарха константинопольского Антония IV к великому князю Василию I Дмитриевичу (1393 г.).
- Филипп Монотроп, Диоптра – перевод на славянский язык ок. сер. XIV в.
- Домострой (ок. XV в.). Наиболее известная редакция середины XVI века, приписывается протопопу Сильвестру.
- Великое зерцало[37] – перевод на русский  западно-европейского сборника рассказов религиозно-моралистического характера.
- Нягое Басараб (1512–1521 гг.), Наставления Негое Басараба своему сыну Феодосию[38], одно из самых ранних литературных произведений Валахии.
- Рей Миколай, Зерцало (1568 г.)
- Кирилл Транквиллион Замоскворецкий, Зерцало Богословия (1618 г.)
- Юности честное зерцало[39] (нач. XVIII в.), русский литературно-педагогический памятник, подготовленный по указанию Петра I.
- Михаил Васильевич Ломоносов, Слово похвальное императору Петру Великому  (1760 г.)

## Китайские тексты

### Древние
- Дао Дэ Цзин – китайский философ Лао-цзы (может быть истолкован как мистический текст, философский текст или политический трактат о правлении) (к. IV в. до н.э.)
- Мэнцзы – моральные советы правителю (к. IV в. до н.э.)
- Хань Фей Цзы – трактат законника для правителя про государственное управление (сер. III в. до н.э.), посвящённый Цинь Шихуанди.
- Книга лорда Шанга  трактат, написанный несколькими авторами, начиная с 330 г. до н.э.
- Шицзи (ок. 330 г. до н.э.), Управление государя.

### По императорскимдинастиям

#### ИмперияХань
- Лу Цзя (ок. 200 до н.э.) Синь Юй 新语 («Новые дискурсы»), treatise on why empires rise and fall.
- Бань Бяо (ок. 50 н.э.) Ханьшу, Глава 23, Трактат о наказании и законе. Трактат о царском наказе  (王命論) охватывает концепцию суверенитета, повлияв на более поздние китайские тексты.

#### ИмперияТан
- Оуян Сюнь (624 г.) Ивэнь лейжу 藝文類聚 («Тайная коллекция, основанная на классической и другой литературе»).
- Конг Инда (642 г.) Уцзин Чжэньи 五經正義 («Правильное значение пяти классических текстов»).
- Лью Чжи (VII в. н.э. Чжандянь 政典 («Руководство по политике»), политическая энциклопедия для молодых людей, принимающих участие в Кэцзюй.

#### ИмперияСун
- Оуян Сю (1060 г.) Новая книга империи Тан, содержит наставления о том, как отбирать и назначать должностных лиц.
- Сыма Гуан (1084 г.) Цзы чжи тун цзянь («Помогающее в управлении всепронизывающее зерцало»).
- Чжу Си (1172 г.) Цзыжи Тунцзянь Ганму  («Пересказ и детали Помогающего в управлении всепронизывающего зерцала») исторический трактат, основанный на книге Сыма Гуана.
- Чжэн Цяо (XII в.) Тунчжи 通治 («Всеобъемлющий трактат о правительстве»).

#### ИмперияМин
- Чжу Юаньчжан (1373 г. н.э.) Хуан-Мин Цзусунь («Наставления предка августейшего династии Мин»)

#### ИмперияЦин
- Хуан Цзунси (1661–62 гг.) В ожидании рассвета

## В популярной культуре
- Mirrors For Princes фильм 2011 г. режиссёра Лиора Шамриза. Сценарий частично основан на Поучениях Шуруппака и других текстах шумерской литературы[40].